# Montmorélien
Le  Montmorélien  est une région naturelle de France située au sud du département de la Charente, dans la région Nouvelle-Aquitaine.

## Géographie

### Situation
Le Montmorélien est situé au sud du département de la Charente. Il est entouré par les régions naturelles suivantes :
- Au nord par l'Angoumois.
- À l'est par le Pays d'Horthe et Tardoire.
- Au sud par le Ribéracois, la Double et la Haute Saintonge.
- A l’ouest par le Petit Angoumois et le Cognaçais.

### Sous-ensembles naturel
On distingue deux micro-pays au sein de cette région naturelle :

## Sites touristiques

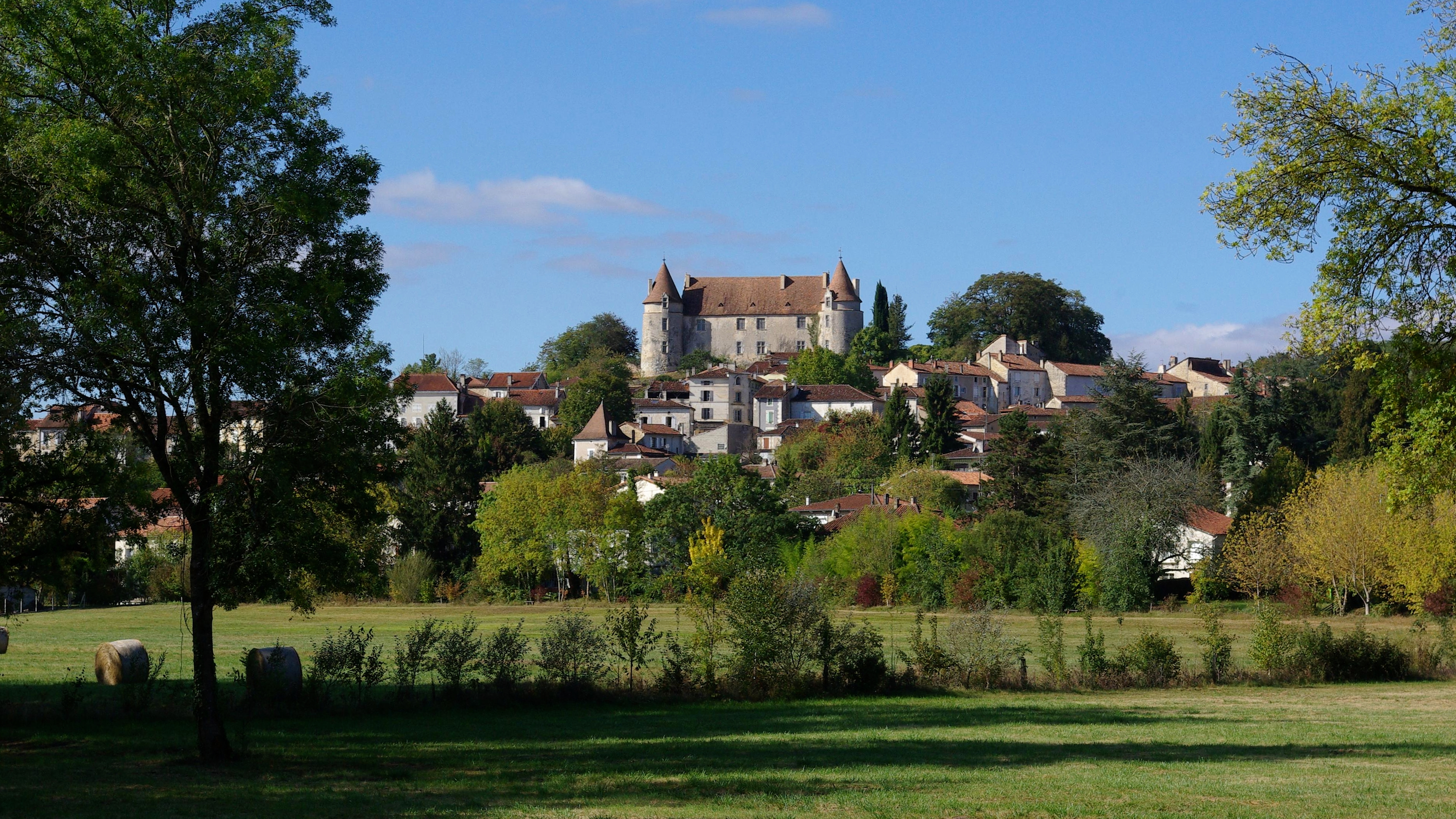
Le château de Montmoreau surplombant le village et la vallée de la Tude

- Château de Montmoreau